# S'il n'en reste qu'une

S'il n'en reste qu'une est un roman de guerre féministe, écrit par Patrice Franceschi et paru en 2021. Le roman court relate le destin tragique de deux combattantes kurdes au cours de la guerre civile syrienne de 2014 à 2019
,.  

## Résumé
En 2021, une journaliste australienne, Rachel Casanova, est envoyée au Kurdistan pour écrire sur les héros du conflit syrien. Elle visite d'abord la ville de Kobané occupée par les forces armées turques. Après une visite guidée encadrée, elle pénètre dans un cimetière militaire kurde profané par les islamistes et découvre une tombe insolite, où deux femmes sont enterrées ensemble. Mohamed, le guide de Rachel, lui explique que ces deux femmes, Tékochine et Gulistan, étaient des yapajas (combattantes kurdes des YPJ) renommées. Rachel pense tenir le thème de son reportage et décide d'enquêter. Son guide lui suggère de se rendre à Erbil au Kurdistan irakien pour rencontrer l'ancienne coprésidente kurde de la ville, Berivan Kobané.
A Erbil, Berivan raconte à Rachel comment Tékochine, agée de  40 ans, commandante d'un bataillon de yapajas, entièrement vouée à la cause Kurde et à la défense de la liberté, a réussi par son charisme à devenir une héroïne hors norme. En 2014 , lors d'une opération de défense des Yézidis, Tékochine découvre une jeune fille yézidie de 17 ans, blessée, ayant seule échappée au massacre de sa famille par les islamistes de Daech. Cette jeune fille , Gulistan,  est devenue par la suite aide de camp de Tékochine. 
Lors de la bataille de Kobané en décembre 2014, Gulistan sauve la vie de Tékochine, prise dans les décombres pendant le combat contre Daech. .
Rachel part ensuite dans les montagnes du Qandil, pour rencontrer le général Qaraman qui lui donne le rapport de Tékochine sur la bataille de Raqqa en septembre 2017.
La dernière étape de son enquête emmène Rachel à se rendre clandestinement dans les montagnes du Diyarbakir pour rencontrer une résistante kurde, Tulin Clara, qui a reçu les dernières transmissions radio de Tékochine et Gulistan lors de la bataille de Sérikani (en Arabe: Ras al-Aïn), en octobre 2019 où les Kurdes, abandonnés par les occidentaux ont été massacrés par les islamistes soutenus par les Turcs.